# Kościół Matki Bożej Pocieszenia w Nowej Dąbrowie
Kościół Matki Bożej Pocieszenia w Nowej Dąbrowie – katolicki kościół filialny zlokalizowany we wsi Nowa Dąbrowa w gminie Stara Dąbrowa, w powiecie stargardzkim (województwo zachodniopomorskie). Należy do parafii św. Józefa w Starej Dąbrowie.

## Historia i architektura
Kościół powstał w XV wieku. Murowany z kamienia i cegły, jest orientowaną budowlą salową, sytuowaną na planie prostokąta. Nawa kryta jest dwuspadowym, blaszanym dachem. W elewacji wschodniej znajdują się dwa okna. W 1757 roku od strony zachodniej dostawiono do kościoła wieżę w konstrukcji ryglowej, w 2. i 3. kondygnacji odeskowaną, nakrytą dachem hełmowym. W XIX wieku przemurowane zostały portale i okna. Szczyt wschodni ozdobiony jest blendami i sterczynami. Portal wejściowy umieszczony jest w ceglanym ościeżu, nad drzwiami znajduje się niewielki witraż z 1661 roku, przedstawiający św. Jerzego.
Wnętrze kościoła nakrywa odeskowany strop. Zachowały się pochodzące z XIX wieku empora chórowa, ołtarz, ambona i ławki, dwa świeczniki z 1792 roku, dwa żeliwne i dwa miedziane świeczniki z 1793 roku, krucyfiks procesyjny z przełomu XV i XVI wieku, zabytkowa płyta nagrobna i epitafium.
Po II wojnie światowej kościół został konsekrowany jako świątynia katolicka w 1947 roku.